# Paulien van Deutekom
Paulien Ilse Maria van Deutekom (L'Aia, 4 febbraio 1981 – Paesi Bassi, 2 gennaio 2019) è stata una pattinatrice di velocità su ghiaccio olandese, specializzata nelle distanze medio lunghe.

## Biografia
È stata campionessa mondiale a Berlino 2008 concludendo in testa nella classifica generale, avanti alla connazionale Ireen Wüst ed alla canadese Kristina Groves.
Ha rappresentato i Paesi Bassi ai Giochi olimpici invernali di Torino 2006, dove ha terminato tredicesima nei 15000 metri e sesta nell'inseguimento a squadre, gareggiando con Gretha Smit e Ireen Wüst.
Si è ritirata dalle competizioni agonistiche nel 2012 ed in seguito ha lavorato come consulente per la televisione olandese.
È morta il 2 gennaio 2019, all'età di 37 anni, a causa di un cancro ai polmoni.

## Palmarès
- Campionati mondiali completi di pattinaggio di velocità

Berlino 2008: oro in classifica generale;
- Mondiali - Distanza singola

Salt Lake City 2007: argento in classifica generale;
Nagano 2008: oro in classifica generale; argento nei 1500 m; argento nei 3000 m;